# بوبي هولس
بوبي هولس (بالإنجليزية: Bobby Hulse)‏ هو لاعب كرة قدم بريطاني في مركز الدفاع، ولد في 5 يناير 1957 في غيتسهيد في المملكة المتحدة. لعب مع نادي بارو ونادي دارلنجتون ونادي غيتزهد ونادي كويمبيريوس.